# Cidariplura atayal
Cidariplura atayal is een vlinder uit de familie van de spinneruilen (Erebidae). De wetenschappelijke naam van de soort is voor het eerst geldig gepubliceerd in 2013 door Shi-pher Wu & Mamoru Owada.

## Type
- holotype: "male. 18.V.2012. leg. S. Wu"
- instituut: TFRI, Taipei, Taiwan
- typelocatie: "Taiwan, Ilan County, Mingchih, Tianwan, 1050 m"